# Nils Verkooijen
Nils Verkooijen (Haarlem, 12 tháng 3 năm 1997), là một diễn viên người Hà Lan. Anh được biết đến nhiều nhất với vai diễn Joep ngổ ngáo trong Eighth Graders Don't Cry (2012), đóng với Hanna Obbeek, người anh ba lần hợp tác.

## Phim ảnh

### Phim điện ảnh
| Năm  | Phim                                     | Tựa Anh                  | Vai diễn         |
| ---- | ---------------------------------------- | ------------------------ | ---------------- |
| 2004 | Engel en Broer                           | Angel and Brother        | Người anh        |
| 2005 | Het paard van Sinterklaas                | Winky's Horse            | Nils             |
| 2006 | Worst                                    |                          | Jongetje         |
| 2007 | De Bug                                   |                          | Max              |
| 2007 | Waar is het paard van Sinterklaas?       | Where Is Winky's Horse?  | Joris            |
| 2009 | Juli                                     |                          | Mick             |
| 2010 | Briefgeheim                              | Secret Letters           | Thomas           |
| 2010 | Dik Trom                                 |                          | Viktor           |
| 2011 | Collins Kosmos                           |                          | Robin            |
| 2011 | New Kids Nitro                           |                          | Sarcastische     |
| 2012 | Achtste-groepers huilen niet             | Eighth Graders Don't Cry | Joep             |
| 2013 | Bobby en de geestenjagers                | Bobby & the Ghosthunters | Bobby            |
| 2013 | Spijt!                                   |                          | Justin           |
| 2013 | Bro's Before Ho's                        |                          | Cậu bé thuê phim |
| 2013 | 20 leugens, 4 ouders en een scharrelei   |                          | Dylan DeLahaye   |
| 2014 | Oorlogsgeheimen                          | War Secrets              | Leo              |
| 2014 | Dansen op de vulkaan                     |                          | Maarten          |
| 2015 | Michiel de Ruyter                        |                          | Engel de Ruyter  |
| 2015 | Het verhaal achter Baron 1898 (Efteling) |                          | Jochem           |
| 2016 | Knielen op een bed violen                |                          | Tom              |
| 2017 | Storm: Letters van Vuur                  |                          | Quần chúng       |
| 2017 | Ron Goossens, Low Budget Stuntman        |                          | Chính mình       |

### Phim truyền hình
| Năm         | Phim                       | Vai diễn/Vai trò            |
| ----------- | -------------------------- | --------------------------- |
| 2005        | Storm                      | Tom                         |
| 2006 - 2007 | Van Speijk                 | Billiebob Brouwers          |
| 2005 - 2008 | Keyzer & De Boer Advocaten | Tom Lommen                  |
| 2008        | S1NGLE                     | Cameo                       |
| 2010 - 2011 | Verborgen Verhalen         | Bart (2010) / Jayden (2011) |
| 2011        | Seinpost Den Haag          | Rudi Maasdijk               |
| 2011        | Hoe overleef ik?           | Danny                       |
| 2012        | Moordvrouw                 | Jannes Beijker              |
| 2012 - nay  | De vloer op jr.            | Nhiều vai trò               |
| 2013        | Flikken Maastricht         | Tên cướp xe máy             |
| 2014        | In Den Gulden Draeck       | Hendrik Pieterse            |
| 2014        | Moordvrouw                 | Cameo                       |
| 2014        | Vrolijke kerst             | Thomas Vrolijk              |
| 2015 - nay  | Zwarte Tulp                | Robbie Schaeffer            |
| 2016        | Weemoedt                   | Ricky Manders               |
| 2017        | Suspects                   | Robbie Hoogland             |
| 2018        | Zomer in Zeeland           | Jeroen                      |
| 2018        | Flikken Rotterdam          | Thành viên băng đảng        |